# Philautus dubois
Philautus dubois är en groddjursart som beskrevs av Biju och Franky Bossuyt 2006. Philautus dubois ingår i släktet Philautus och familjen trädgrodor. Inga underarter finns listade i Catalogue of Life.